# Alberto Arango Dávila
Alberto Arango Dávila (Colombia, 1964 - Ansermanuevo, 14 de abril de 2021) fue un jurista y político colombiano, quien se desempeñó como Intendente de Arauca, de Putumayo, de Guainía y Comisario de Guaviare.

## Biografía
Nacido en 1964, era abogado de la Universidad Libre de Colombia. Trabajó como jefe de personal del extinto Departamento Administrativo de Intendencias y Comisarías.
Ocupó múltiples cargos públicos, entre ellos fue Intendente de Putumayo, Intendente de Guainía (1989) durante la presidencia de Virgilio Barco Vargas, Comisario de Guaviare (1991)y como último Intendente de Arauca (1991-1992), estas dos bajo el gobierno de César Gaviria Trujillo. También fue Secretario General del Departamento Administrativo de Seguridad en 1992.
Más adelante se desempeñó como notario y registrador municipal en varias ciudades del país. Falleció en abril de 2021, mientras servía como Notario de Ansermanuevo (Valle del Cauca).